# 와라비코섬
와라비코섬(蕨小島)은 일본 규슈 나가사키현 고토 열도의 섬이다. 이 섬의 면적은 0.03km2이다. 이 섬은 동중국해에 위치해 있는 섬이며 이 섬의 주민들은 모두 가톨릭 신자이다.